# (Карбонил)бис(дикарбонил(пентаметилциклопентадиенил)родий)
(Карбонил)бис[дикарбонил(пентаметилциклопентадиенил)родий] — карбонильный комплекс металлоорганического сэндвичевого комплексного соединения родия и циклопентадиена состава Rh2[C5(CH3)5]2(CO)2(CO).

## Получение
- К раствору дикарбонил(пентаметилциклопентадиенил)родия в эфире добавляют тетрафтороборат водорода:

{\displaystyle {\mathsf {2Rh[C_{5}(CH_{3})_{5}](CO)_{2}+H[BF_{4}]\ {\xrightarrow {}}\ 2Rh_{2}[C_{5}(CH_{3})_{5}]_{2}(CO)_{2}(CO)[BF_{4}]+CO}}}
продукт протонирования разрушают в темноте метилатом натрия:
{\displaystyle {\mathsf {Rh_{2}[C_{5}(CH_{3})_{5}]_{2}(CO)_{2}(CO)[BF_{4}]+NaOCH_{3}\ {\xrightarrow {}}\ }}}
{\displaystyle {\mathsf {\ {\xrightarrow {}}\ Rh_{2}[C_{5}(CH_{3})_{5}]_{2}(CO)_{2}(CO)+NaBF_{4}+CH_{3}OH}}}

## Физические свойства
(Карбонил)бис[дикарбонил (пентаметилциклопентадиенил)родий] образует тёмно-красные кристаллы, неустойчивые на свету. В темноте устойчивы на воздухе.
Хорошо растворяется в тетрагидрофуране и нитрометане, растворяется в метиленхлориде и бензоле, не растворяется в пентане.

## Химические свойства
- Растворы на свету диспропорционируют:

{\displaystyle {\mathsf {3Rh_{2}[C_{5}(CH_{3})_{5}]_{2}(CO)_{2}(CO)\ {\xrightarrow {}}\ 2Rh[C_{5}(CH_{3})_{5}](CO)_{2}+2Rh_{2}[C_{5}(CH_{3})_{5}]_{2}(CO)_{2}+CO}}}